# Noïc (Tarn i Garona)
Noïc (en francès Nohic) és un municipi francès situat al departament de Tarn i Garona i a la regió d'Occitània.

## Monuments

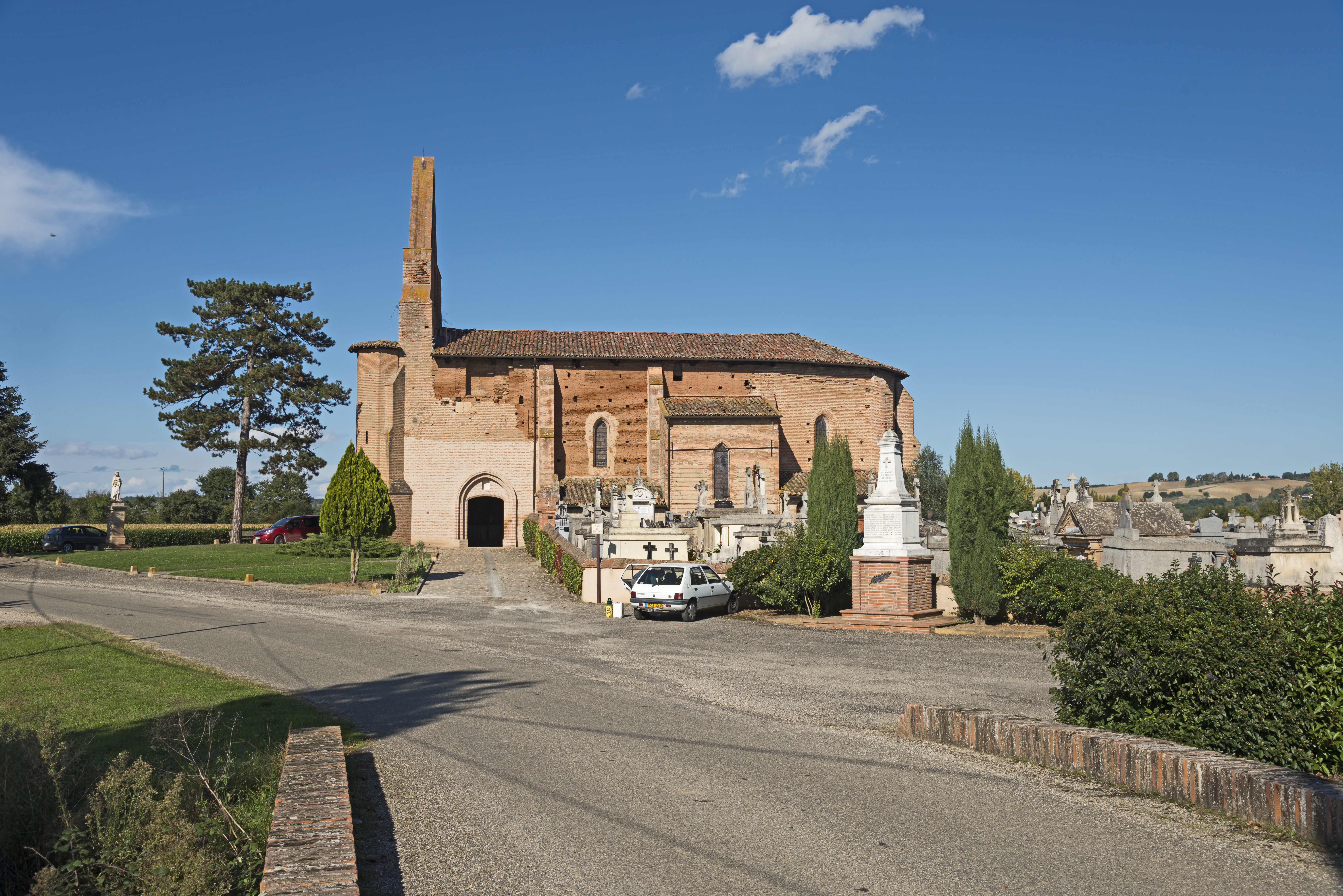
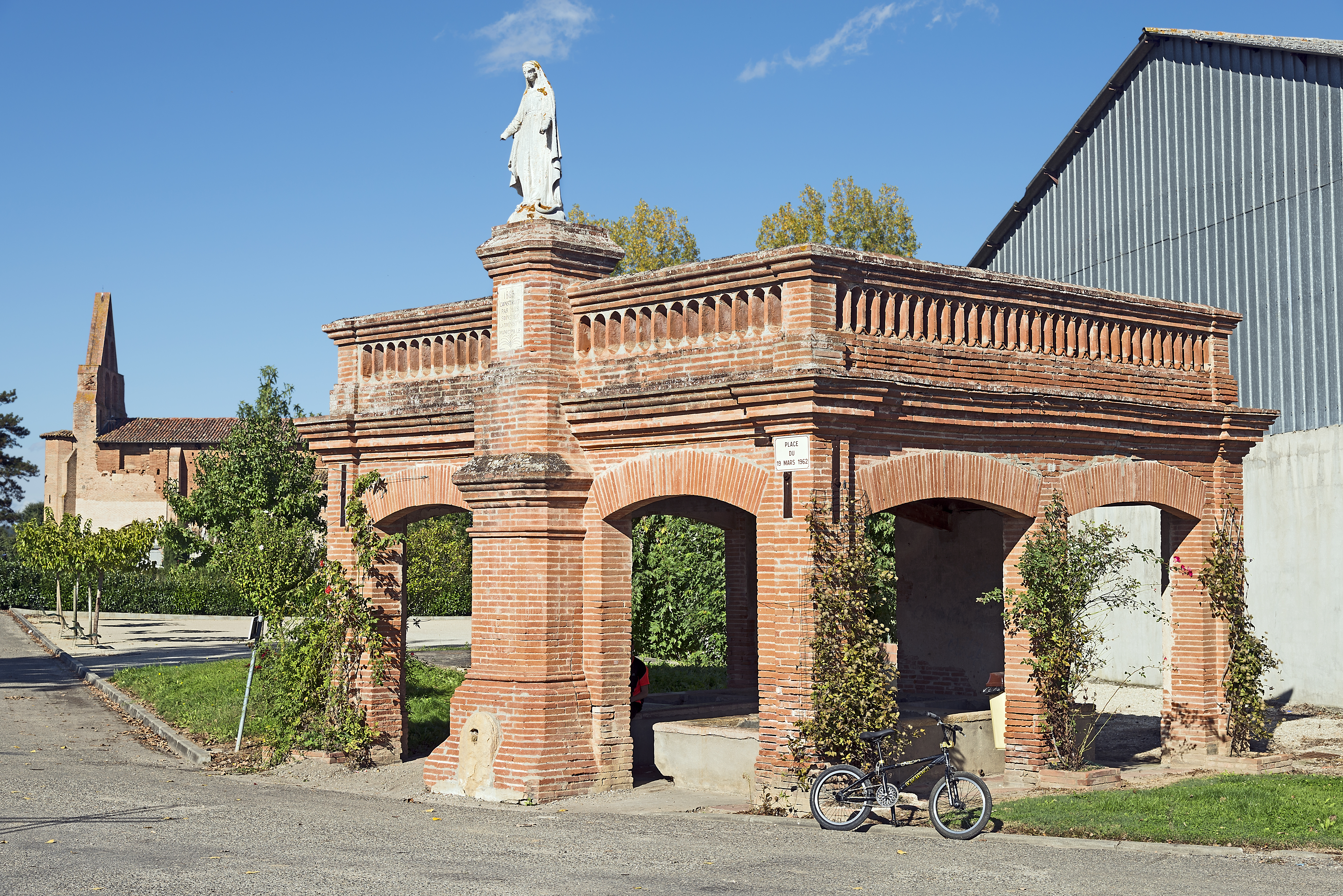
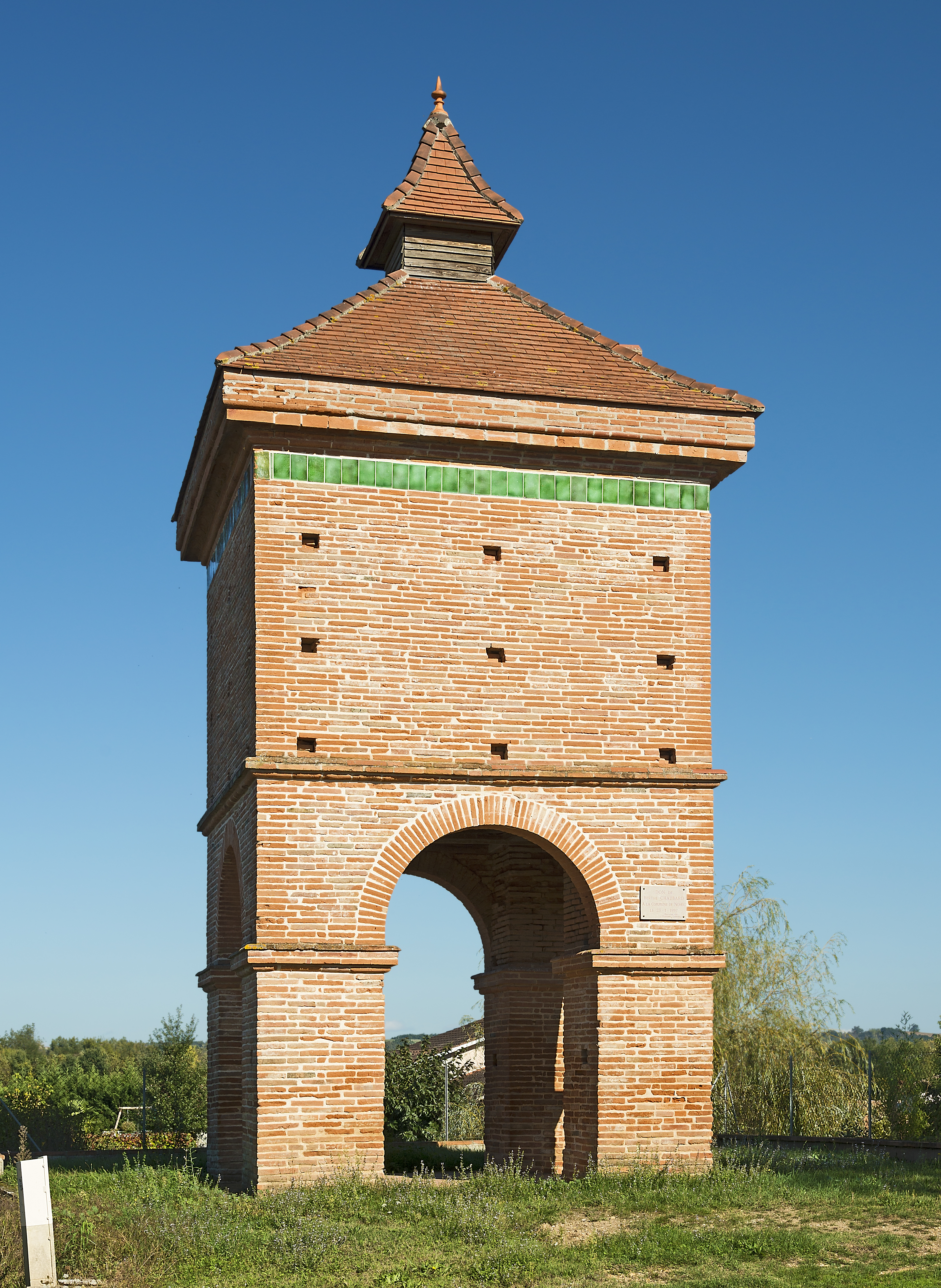

## Demografia
| 1962                                       | 1968 | 1975 | 1982 | 1990 | 1999 | 2007  |
| ------------------------------------------ | ---- | ---- | ---- | ---- | ---- | ----- |
| 536                                        | 666  | 774  | 832  | 905  | 970  | 1.104 |
| Des de 1962: població sense dobles comptes |      |      |      |      |      |       |

## Administració
| Període | Identitat    | Partit |
| ------- | ------------ | ------ |
| 2001-   | Henri Tregan | PRG    |